# Jacky Chamoun
Jacky Chamoun (Beiroet, 21 oktober 1991) is een Libanees alpineskiester. Ze nam tweemaal deel aan de Olympische Winterspelen, maar behaalde geen medaille. 

## Carrière
Chamoun nam nog nooit deel aan een wereldbekerwedstrijd.
Op de Olympische Winterspelen 2010 in Vancouver eindigde ze op een 54e plaats op de slalom.

## Resultaten

### Wereldkampioenschappen
| Jaar | Plaats      | Resultaten                   |
| ---- | ----------- | ---------------------------- |
| 2009 | Val d'Isère | 47e Slalom DNF1 Reuzenslalom |
| 2013 | Schladming  | 84e Reuzenslalom 88e Slalom  |

### Olympische Spelen
| Jaar | Plaats    | Resultaten |
| ---- | --------- | ---------- |
| 2010 | Vancouver | 54e Slalom |
| 2014 | Vancouver | 47e Slalom |